# Río del Totoral
Río del Totoral är ett vattendrag  i Chile.   Det ligger i regionen Región de Coquimbo, i den centrala delen av landet, 160 km norr om huvudstaden Santiago de Chile. Vattendraget mynnar ut i Rio Choapa.
Omgivningen kring Río del Totoral är i huvudsak ett öppet busklandskap och området är mycket glesbefolkat, med 7 invånare per kvadratkilometer.